# Zavadivka, Volodarka
Zavadivka (în ucraineană Завадівка) este localitatea de reședință a comunei Zavadivka din raionul Volodarka, regiunea Kiev, Ucraina.

## Demografie
Componența lingvistică a localității Zavadivka
     Ucraineană (98,75%)
     Rusă (1,13%)
     Alte limbi (0,11%)
Conform recensământului din 2001, majoritatea populației localității Zavadivka era vorbitoare de ucraineană (98,75%), existând în minoritate și vorbitori de rusă (1,13%).